# Elizabeth David

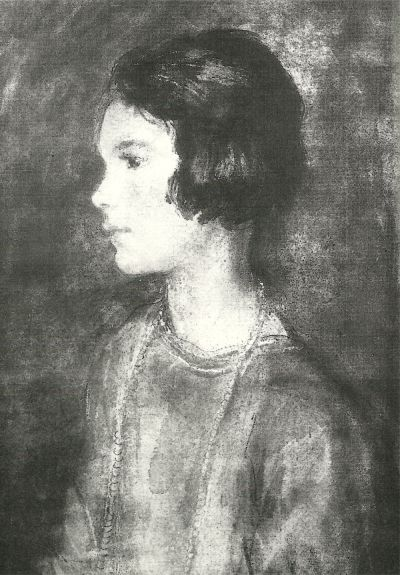
Elizabeth David (1923)

Elizabeth David (geboren als Elizabeth Gwynne; * 26. Dezember 1913; † 22. Mai 1992 in London) war eine der bedeutendsten britischen Kochbuchautorinnen und Journalistinnen. Seit den 1950er Jahren beeinflusste sie in hohem Maß mit ihren literarisch ansprechenden Artikeln und Büchern über die Küche und Kulturgeschichte des Mittelmeerraumes sowie traditionelle britische Gerichte die Qualität sowohl der Restaurants als auch die Küche in britischen Haushalten.
Noch heute lassen sich renommierte Küchenchefs und Autoren von ihren Werken inspirieren.
Sie war Officer und Commander des Ordens des Britischen Empire, Ehrendoktorin der Universitäten von Essex und Bristol, Chevalier de l’Ordre du Mérite Agricole und Mitglied der Royal Society of Literature.
Aus der Oberschicht stammend, rebellierte sie gegen die gesellschaftlichen Normen ihrer Zeit. Sie studierte Kunst in Paris, war Schauspielerin und brannte mit einem verheirateten Mann durch, mit dem sie in einem kleinen Boot zunächst nach Frankreich, dann nach Italien segelte, wo das Boot beschlagnahmt wurde. Das Paar lebte einige Zeit auf der griechischen Insel Syros, musste jedoch infolge der deutschen Invasion in Griechenland nach Ägypten flüchten, wo sie sich trennten. David arbeitete später für die britische Regierung im Chiffrierbüro der Marine in Alexandria und als Leiterin der Bibliothek des Informationsministeriums in Kairo. In der ägyptischen Hauptstadt heiratete sie, die Ehe hielt allerdings nur kurze Zeit.
Nach dem Krieg kehrte David nach England zurück. Entsetzt von der Trostlosigkeit und dem schlechten Essen schrieb sie eine Artikelserie über die mediterrane Küche, die unter dem Titel A Book of Mediterranean Food in Buchform erschien und die Fantasie einer breiten Öffentlichkeit beflügelte. Sie plädierte für Zutaten wie Auberginen, Basilikum, Knoblauch, Olivenöl und Safran, die zu jener Zeit selbst in London kaum zu bekommen waren. Innerhalb weniger Jahre waren jedoch Gerichte wie Paella, Moussaka, Ratatouille, Hummus und Gazpacho bekannt geworden, nicht nur in den Restaurants, sondern auch in den britischen Haushalten.
Es folgten Bücher über die französische und italienische Küche. Innerhalb von zehn Jahren gewann David großen Einfluss auf die Kochgewohnheiten in Großbritannien. Sie hegte tiefen Abscheu gegen achtloses Kochen und minderwertigen Ersatz für klassische Gerichte und Zutaten.
In den 1960er Jahren gründete sie die Elizabeth David Ltd., die mit exklusiven Küchenutensilien handelte. Auch nach ihrem Ausstieg 1973 existierte die Firma unter ihrem Namen weiter.

## Leben

### Die frühen Jahre in England
Elizabeth Gwynne war das zweite von vier Kindern, alle Töchter, von Rupert Sackville Gwynne und Stella Ridley, Tochter des Ersten Viscount Ridley. Beide Familien waren sehr wohlhabend, die Familie Gwynne dank Maschinenbau und Landspekulation, die Familie Ridley besaß Kohlebergwerke. Elizabeth und ihre Schwestern wuchsen im Wootton Manor in Sussex auf, einem Landhaus im Jakobinischen Stil. Ihr Vater war Parlamentsabgeordneter der konservativen Partei für Eastbourne, und stellvertretender Minister in der Regierung von Andrew Bonar Law ab 1923. 1924 starb Rupert Sackville Gwynne mit 51 Jahren. Elizabeth und ihre Schwestern Priscilla, Diana und Felicité kamen in Internate.
Als Teenager widmete sich Elizabeth der Malerei. Ihre Mutter fand ihr Talent förderungswürdig und sandte sie daher 1930 nach Paris, wo sie an der Sorbonne ein Semester lang französische Kulturgeschichte, die Geschichte, Literatur und Architektur umfasste, hörte. Sie wohnte bei einer Pariser Familie, die sich mit großer Leidenschaft den Tafelfreuden widmete. David porträtierte sie sehr amüsant in ihrem Buch French Provincial Cooking (dt: Die französische Küche, Mandelbaum, 2017). Rückblickend empfand sie diese Erfahrung als das Wertvollste an ihrer Zeit in Paris. „Mir wurde bewusst, dass die Familie meisterhaft die Aufgabe erfüllt hatte, wenigstens einem ihrer Schützlinge die französische Kultur nahe zu bringen. Die Professoren an der Sorbonne sind längst vergessen … Erhalten geblieben ist ein Sinn für eine Art Essen, das mir in dieser Qualität nie zuvor untergekommen war.“ Stella Gwynne hatte nicht auf eine baldige Rückkehr ihrer Tochter nach England gedrängt. Nachdem Elizabeth ein Diplom an der Sorbonne erworben hatte, sandte ihre Mutter sie 1931 von Paris nach München, um Deutsch zu studieren.
Nach ihrer Rückkehr nach England absolvierte David ohne große Begeisterung die gesellschaftlichen Verpflichtungen für höhere Töchter, darunter die Präsentation bei Hof und zahlreiche Bälle. Die respektablen jungen Engländer aus gutem Hause, die sie bei diesen Gelegenheiten kennenlernte, zogen sie nicht an.
Sie kam zur Ansicht, als Malerin nicht gut genug zu sein und entschied sich daher – zum Missfallen ihrer Mutter – Schauspielerin zu werden. Im Jahr 1933 wurde sie Mitglied der Oxford Repertory Company, im darauffolgenden Jahr übersiedelte sie nach London als Mitglied des Open Air Theatre mit Sitz in Regent’s Park. Unter den dortigen Kollegen befand sich ein um neun Jahre älterer Schauspieler, Charles Gibson-Cowan. Seine Ablehnung gesellschaftlicher Konventionen zog sie stark an. Dass er verheiratet war, kümmerte beide nicht sonderlich.
David mietete ein Zimmer in einem Haus in der Nähe des Regent’s Park, investierte ein großzügiges Geldgeschenk zu ihrem 21. Geburtstag in die Kücheneinrichtung und lernte kochen. Ein Geschenk ihrer Mutter mit dem Titel The Gentle Art of Cookery von Hilda Leyel war ihr erstes Kochbuch. Später schrieb sie: „Ich hätte wahrscheinlich nie kochen gelernt, wäre es ein traditionelles Buch à la Mrs. Beeton gewesen anstatt der romantischen Mrs. Leyel mit ihren wilden, fantasieanregenden Rezepten.“

### Frankreich, Griechenland, Ägypten und Indien
Als ihr klar wurde, dass sie als Schauspielerin keine Chancen auf Erfolg hätte, arbeitete sie einige Zeit als Verkäuferin der Modefirma House of Worth, fand jedoch die erforderliche Unterwürfigkeit gegenüber Kundinnen ärgerlich. Daher kündigte sie Anfang 1938. Gemeinsam mit Gibson-Cowan kaufte sie ein Boot, gerade groß genug, um nach Griechenland zu segeln. Im Juli 1939 überquerten sie den Ärmelkanal und navigierten das Boot durch französische Flusskanäle. Sie machten Pause in Marseille und blieben später mehr als sechs Monate lang in Antibes, wo David den alternden Schriftsteller Norman Douglas kennenlernte, der sie maßgeblich beeinflusste. Er erweckte ihre Liebe zum Mittelmeer, förderte ihr Interesse an gutem Essen und lehrte sie „das Beste zu suchen, darauf zu bestehen und alles abzulehnen, was unecht und zweitrangig war“. David und Gibson-Cowan verließen Antibes im Mai 1940, segelten nach Korsika und danach Sizilien, wo man sie der Spionage verdächtigte und verhaftete. Nach neunzehn Tagen in Gefängnissen in verschiedenen Regionen Italiens genehmigte man die Ausreise nach Jugoslawien. Sie verloren dabei so ziemlich alles – Boot, Geld, Manuskripte, Notizbücher und Elizabeths wertvolle Rezeptsammlung. Mit Hilfe des britischen Konsuls in Zagreb gelang ihnen im Juli 1940 die Ausreise nach Athen. Gibson-Cowan bekam eine Stelle als Englischlehrer auf der Insel Syros. Als die Deutschen im April 1941 in Griechenland einmarschierten, gelang es ihr und ihrem Partner, Griechenland mit einem Zivilkonvoi Richtung Ägypten zu verlassen.
Mit ihren ausgezeichneten Französisch- sowie guten Deutschkenntnissen konnte Elizabeth eine Stelle in der Chiffrierabteilung der Marine in Alexandria bekommen. Im Jahr 1942 litt David an einer schweren Infektion. Sie verbrachte mehrere Wochen im Krankenhaus und sah sich gezwungen, ihre Stelle im Chiffrierbüro aufzugeben. Sie übersiedelte nach Kairo, wo sie den Auftrag bekam, die Bücherei des Informationsministeriums zu leiten. Die Bibliothek war öffentlich zugänglich und wurde von Journalisten und Schriftstellern frequentiert. David und Gibson-Cowan trennten sich freundschaftlich. In ihrer kleinen Wohnung beschäftigte sie einen sudanesischen Koch und Haushälter. Sie erinnerte sich:

„Mit zwei Primuskochern und einem Ofen, der nicht größer als eine Schachtel war, vollbrachte Suleiman kleine Wunder. Seine Soufflés waren immer gelungen. Drei oder vier Jahre lang lebte ich vorwiegend von eher derben, doch immer gut gewürzten und farbenfrohen Gemüsegerichten, Linsen oder frischer Tomatensuppe, wunderbar aromatischen Pilafs, über Holzkohle gegrillten Lammkebabs, Salaten mit kühler Pfefferminze- und Joghurtmarinade, dem ägyptischen Bauerngericht aus Schwarzbohnen mit Olivenöl, Zitrone und hartgekochten Eiern – diese Speisen waren nicht nur köstlich, sondern auch billig.“

In den Jahren, die Elizabeth in Kairo verbrachte, hatte sie etliche Affairen. Sie genoss sie als solche und verliebte sich – mit einer großen Ausnahme – nie. Allerdings verliebten sich einige ihrer jungen Männer in sie, darunter Oberstleutnant Tony David. Elizabeth war damals um die 30 und erwog die Vor- und Nachteile eines Lebens als unverheiratete Frau. Mit großem Unbehagen akzeptierte sie letztlich einen Heiratsantrag von Tony David.
Elizabeth Gwynne heiratete David in Kairo am 30. August 1944. Innerhalb eines Jahres wurde ihr Mann nach Indien beordert. Sie folgte ihm im Januar 1946, fand jedoch das Leben als Offiziersgattin in der damals britischen Kolonie als langweilig, das Gesellschaftsleben eintönig und das Essen im Allgemeinen „frustrierend“. Im Juni 1946 erkrankte sie an einer schweren Nasennebenhöhlenentzündung. Ihre Ärzte meinten, im heißen Sommer in Delhi bestünde keine Chance auf Besserung und rieten ihr, nach England zurückzukehren. Das tat sie. Ihre Biografin Artemis Cooper schreibt: „Sie war sechs Jahre nicht in England gewesen. In dieser Zeit hatte nicht nur sie, sondern auch England sich bis zur Unkenntlichkeit verändert.“

### Nachkriegszeit in England
Nach ihren Jahren in einem warmen Klima und mit Zugang zu einer Fülle von frischen Zutaten empfand David ihre Heimat nach dem Krieg als grau und deprimierend. Das Essen war furchtbar. „Es gab Suppe aus Wasser und Mehl, nur mit Pfeffer gewürzt, Brot und Teigtaschen mit einer Füllung aus knorpeligem Rindfleisch, getrocknete Zwiebeln und Karotten, in Teig eingebackene Würstchen. Mehr brauche ich nicht zu erzählen.“ In London traf sie einen früheren Freund und die Beziehung flammte wieder auf. Als jedoch Oberst David 1947 aus Indien zurückkehrte, nahm sie sofort wieder ihre Rolle als Ehefrau ein. Sie kauften ein Haus in Chelsea und die Halsey Street 24 blieb ihr Zuhause bis ans Ende ihres Lebens. Tony erwies sich als wenig tauglich für das Zivilleben, war nicht imstande, passende Arbeit zu finden und häufte Schulden an.
Um etwas Geld zu verdienen und aus „quälendem Verlangen nach Sonne“ begann David, Artikel über die mediterrane Küche zu schreiben. Ihre ersten Arbeiten erschienen 1949 in der Zeitschrift Harper’s Bazaar. Von Anbeginn an lehnte sie es ab, die Rechte an ihren Texten zu verkaufen. So konnte sie die Artikel sammeln und in redigierter Form als Buch veröffentlichen. Schon bevor sämtliche Artikel erschienen, hatte sie die Beiträge zu einem Manuskript mit dem Titel A Book of Mediterranean Food zusammengestellt und verschiedenen Verlagen angeboten, die es jedoch allesamt ablehnten. Einer davon erklärte ihr, eine Sammlung von losen Rezepten benötige einen verbindenden Text. David befolgte diesen Rat, doch da sie sich ihres Mangels an Erfahrung als Schriftstellerin bewusst war, hielt sie die Überleitungstexte kurz und zitierte ausführlich etablierte Autoren, deren Ansichten über die Mittelmeerregion sie mehr Gewicht beimaß. In der Buchausgabe sind die einzelnen Abschnitte durch längere Auszüge aus Werken von Norman Douglas, Lawrence Durrell, Gertrude Stein, D.H. Lawrence, Osbert Sitwell, Compton Mackenzie, Arnold Bennett, Henry James und Théophile Gautier verbunden. Sie sandte die revidierte Version an John Lehmann, der zwar eher mit Poesie als mit Kochen zu tun hatte, das Manuskript jedoch annahm und bereit war, 100 Pfund als Vorschuss zu bezahlen. A Book of Mediterranean Food erschien 1950.
Als sich das Buch gut verkaufte, gab Lehmann eine Fortsetzung in Auftrag, wieder mit Illustrationen von John Minton. So entstand French Country Cooking.
Mit den Einkünften aus Auftragsartikeln für verschiedene Zeitschriften nach dem Erfolg ihres ersten Buches und mit dem Vorschuss für ihr zweites Buch, konnte sie sich eine ausgedehnte Reise durch Frankreich leisten, bevor sie das zweite Buch vervollständigte. Das war auch ihr letzter, und nicht sehr erfolgreicher, Urlaub mit ihrem Ehemann. Sobald French Country Cooking fertig war, entschied sich David, einige Zeit in Frankreich zu bleiben und ließ ihren Mann in London zurück. Sie verbrachte einen kalten Frühling und einen warmen Sommer in der Provence. Aus dieser Zeit stammt ein Teil des Materials für ihr viertes Buch, Summer Cooking. Die Arbeit an diesem Buch wurde verschoben, nachdem sich David mit Lehmann darauf geeinigt hatte, dass ihr nächstes Buch die italienische Küche zum Thema haben sollte.

### Italienische, französische und andere Küchen
Seit der kurzen und unangenehmen Zeit in Italien mit Charles Gibson-Cowan 1940 war David nur einmal dort gewesen, als sie Norman Douglas 1951 auf Capri besuchte. Sie fuhr im März 1952 nach Italien und verbrachte fast ein Jahr mit Reisen durch verschiedene Regionen und dem Sammeln von Material. Als sie das Buch fertiggestellt hatte, war der Lehmann Verlag von der Mutterfirma aufgelöst worden und David befand sich unwillentlich unter Vertrag mit Macdonald, einem anderen Verlag innerhalb der Gruppe. Dieser Verlag war ihr zutiefst zuwider, weshalb sie ein äußerst unschmeichelhaftes Porträt dieses Hauses in einem Artikel aus dem Jahr 1985 zeichnete.
Italian Food, mit Illustrationen von Renato Guttuso, erschien 1954. Zu dieser Zeit waren viele der in den Rezepten verwendeten Zutaten in Großbritannien kaum erhältlich. Rückblickend schrieb sie 1963: „In Soho, doch sonst fast nirgends, waren solche Dinge wie italienische Pasta, Parmesan, Olivenöl, Salami und manchmal Parmaschinken, erhältlich. Dasselbe galt für südländisches Gemüse wie Auberginen, rote und grüne Paprika, Fenchel, die kleinen Kürbisse, die man in Frankreich courgettes und in Italien zucchini nennt.“ David kannte sich besser in Griechenland und Südfrankreich aus als in Italien und empfand die Vorarbeiten und das Schreiben von Italian Food als „ungewöhnlich schwierig“. Die Mühe, die sie sich für das Buch gemacht hatte, wurde von den Rezensenten anerkannt. The Times Literary Supplement schrieb: „Das Buch ist nicht nur eine Rezeptsammlung, es ist eine lesenswerte und scharfsinnige Abhandlung über die italienische Küche, über regionale Gerichte und deren Zubereitung in englischen Küchen.“ The Observer meinte: „Frau David … darf zu den Wohltäterinnen der Menschheit gezählt werden.“ In The Sunday Times nannte Evelyn Waugh Italian Food eines der zwei Bücher, die ihm in diesem Jahr das größte Vergnügen bereitet hatten.

„‚Basil‘, die englische Bezeichnung für Basilikum, war in Großbritannien bloß mit dem Namen unverheirateter Onkel assoziiert, ‚courgette‘ war kursiv gedruckt als Fremdwort und nur einige wenige von uns wussten, wie man Spaghetti isst und eine Artischocke zerpflückt … Dann kam Elizabeth David wie ein Sonnenstrahl und schrieb mit knapper Eleganz über gutes Essen, soll heißen, über gut zusammengestelltes und zubereitetes Essen. Sie gab uns zu verstehen, dass wir mit dem, was wir hatten, besser umgehen könnten.“

Für ihr nächstes Buch, Summer Cooking, 1955 erschienen, verließ David Macdonald und unterschrieb einen Vertrag mit Museum Press. Dieses Buch, ihr viertes, spiegelte ihre tiefe Überzeugung wider, nur saisonale Lebensmittel in der Küche zu verwenden. Sie liebte es, „die Naturprodukte der jeweiligen Saison neu zu entdecken“, und fand es „ziemlich langweilig, das ganze Jahr hindurch die gleichen Speisen zu essen“. Ungehemmt von den geographischen Vorgaben ihrer drei ersten Bücher, schrieb sie über Gerichte aus Großbritannien, Indien, Mauritius, Russland, Spanien und der Türkei, sowie aus Frankreich, Italien und Griechenland. Kurz nach dem Erscheinen von Summer Cooking wurde David von der Zeitschrift Vogue von Harper’s Bazaar abgeworben. Vogue bot mehr Geld und einen höheren Bekanntheitsgrad für ihre Kolumne.
Die höheren Einnahmen von Vogue und The Sunday Times, für die sie ebenfalls regelmäßig schrieb, ermöglichten ihr verschiedene Regionen Frankreichs zu besuchen. Während dieser Reisen schloss sie die Recherche für ihr nächstes Buch, French Provincial Cooking (1960) (dt.: Die französische Küche, 2017) ab, für das sie, nach dem Urteil von Artemis Cooper im Oxford Dictionary of National Biography, von allen ihren Büchern am besten in Erinnerung bleiben würde.
Das Buch ist „P.H. in Liebe“ gewidmet. Hinter den Initialen verbirgt sich der Name Peter Higgins, mit dem David ein Verhältnis hatte, das durch die 1950er hindurch bis in die 1960er Jahre hielt. Tony David war bereits aus ihrem Leben getreten und lebte seit 1953 in Spanien; 1960 erfolgte die Scheidung. Das neue Buch erhielt ebenso begeisterte Kritiken wie die vorausgegangenen. The Times Literary Supplement schrieb: „'French Provincial Cooking' muss eher gelesen werden als nur schnell durchgeblättert. Es beschreibt ausführlich Art und Ursprung der in den verschiedenen französischen Regionen beliebten Gerichte, dazu die Kochterminologie, Gewürze und Kochutensilien, die man in Frankreich verwendet. Jene, die dem Buch mehr Zeit widmen, werden reichlich belohnt mit Gerichten wie 'La Bourride de Charles Bérot' oder 'Cassoulet Colombié'.“ The Observer schrieb, es sei kaum vorstellbar, dass ein Haushalt ohne das Buch auskommen könne, und nannte David „eine ganz spezielle Art von Genie“.

### Die 1960er Jahre
David stellte 1960 die Arbeit für The Sunday Times ein, da sie mit den redaktionellen Eingriffen in ihre Texte nicht einverstanden war. Sie wechselte zur Wochenzeitschrift The Spectator. Cooper schreibt: „Ihre berufliche Karriere befand sich auf dem Höhepunkt. Sie wurde nicht nur als die führende Autorin von Werken zum Thema Essen und Kochen gefeiert, sondern auch als die Frau, die die Essgewohnheiten der englischen Mittelklasse verändert hatte.“ Ihre Bücher erreichten nun eine breite Öffentlichkeit; sie wurden durch den auf Massenprodukte spezialisierten Verlag Penguin Books im Taschenbuchformat gedruckt.
Ihr Privatleben war weniger glücklich. Sie litt stark unter der Trennung von Higgins, der sich in eine jüngere Frau verliebt hatte. Einige Zeit lang trank sie zu viel und griff zu häufig zu Schlaftabletten. Vielleicht als Ergebnis dieser Umstände und wegen Überarbeitung erlitt sie 1963 im Alter von 49 Jahren eine Gehirnblutung. Sie erholte sich zwar, doch ihr Geschmacksinn war vorübergehend beeinträchtigt und ihr Selbstvertrauen stark erschüttert.
Zusammen mit vier Geschäftspartnern eröffnete David einen Laden mit Kochzubehör. Ermutigt wurden sie durch den jüngsten Erfolg der von Terence Conran gegründeten Habitatgeschäfte, die neben vielen anderen Waren auch importierte Kochutensilien verkauften. Elizabeth David Ltd. wurde im November 1965 in der Bourne Street 46 im Londoner Stadtteil Pimlico eröffnet.

„Das Geschäft ist sehr schlicht. In der Auslage türmen sich Pyramiden von französischen Kaffeetassen und bauchige englische Kochtöpfe … In den Metallregalen stapeln sich Backformen und Schneidegeräte jeder Form, glasierte und unglasierte Tontöpfe, Schüsseln und Teller mit traditionellen Mustern, schlichte Töpfe und Pfannen aus dickem Aluminium, Gusseisen, emailliertem Stahlblech und hitzebeständigem Porzellan, schlichtes Besteck in klassischer Form und schön geordnete Reihen von Messern, Löffeln und Gabeln für Köche.“

David war kompromisslos in der Auswahl der Waren; trotz breitgefächertem Angebot an Kochutensilien wurde das Geschäft dafür berühmt, keine Knoblauchpresse zu führen. David schrieb einen Artikel mit dem Titel „Knoblauchpressen sind völlig nutzlos“ und weigerte sich, welche zu verkaufen. Kunden, die eine verlangten, empfahl sie, woanders hinzugehen. Nirgends sonst zu bekommen waren allerdings die Büchlein, die David speziell für ihr Geschäft drucken ließ. Einige der Texte fanden sich später in den Sammlungen ihrer Essays und Artikel An Omelette and a Glass of Wine und Is There a Nutmeg in the House?
Obwohl sie dem Unternehmen viel Zeit widmete, schrieb David weiterhin Artikel für verschiedene Zeitschriften. Sie nahm immer noch viele Rezepte in die Texte auf, schrieb allerdings öfter über Märkte, Gasthäuser, Bauernhöfe – und über Menschen, auch Porträts berühmter Küchenchefs und Gourmets wie Marcel Boulestin und Edouard de Pomiane.
In ihren späteren Artikeln äußerte sie sich kompromisslos zu vielen unterschiedlichen Themen. Sie hasste modische Terminologie und Bezeichnungen; sie verachtete die vom Guide Michelin vorgegebenen Richtlinien; sie verabscheute übertriebene Garnierungen, die vom Grundgeschmack ablenkten; sie protestierte gegen jede Art von Ersatz. „Jeder, der so verkommen ist, ein Gericht zu erfinden, das aus einer Scheibe dampfgegartem Brot mit Tomatenmark und synthetischem Cheddarkäse besteht, darf es Pizza nennen.“

### Die späteren Jahre
Während sie im Geschäft arbeitete, schrieb sie ein weiteres umfangreiches Buch: Spices, Salt and Aromatics in the English Kitchen, den ersten Teil einer geplanten Serie, in der sie sich der englischen Küche widmete. Obwohl ihr Laden nie Gewinn brachte, wollte sie unter keinen Umständen ihre hohen Ansprüche kommerziellem Gewinnstreben opfern. Mit der Zeit fanden ihre Partner diese Strategie finanziell unhaltbar. Nicht zu Kompromissen bereit, stieg David 1973 aus dem Unternehmen aus. Sehr zu ihrem Ärger wurde es auch weiterhin unter ihrem Namen geführt, wozu die Partner rein rechtlich befugt waren.
Bei einem Autounfall im Jahr 1977 wurde David schwer verletzt und brauchte lange Zeit für die Genesung. Während ihres Spitalaufenthaltes kam ihr letztes Buch heraus, das sie ohne fremde Hilfe fertig schrieb: English Bread and Yeast Cookery. Ihr umfassendes Wissen wurde gelobt und The Times Literary Supplement schlug vor, jedes Paar solle ein Exemplar zur Hochzeit erhalten. Nachdem sie sich vom Unfall erholt hatte, trieb sie ihr nächstes Projekt voran: Harvest of the Cold Months: the Social History of Ice and Ices. Während sie dafür langsam Material zusammenstellte, publizierte sie ein Buch mit ihren Lieblingsessays und Artikeln: An Omelette and a Glass of Wine. Unterstützt hatte sie dabei Jill Norman, die ihre literarische Testamentsvollstreckerin wurde und weitere Werke von David posthum redigierte und veröffentlichte.
In den 1980ern besuchte David mehrmals Kalifornien. Sie genoss die Reisen, doch ihr Gesundheitszustand verschlechterte sich. Sie stürzte immer wieder und musste mehrmals im Spital behandelt werden. Der Tod ihrer jüngeren Schwester Felicité 1986, die 30 Jahre im Obergeschoss des Hauses in Chelsea gewohnt hatte, war für David ein schwerer Schlag.
Im Mai 1992 erlitt sie einen Schlaganfall und, zwei Tage später, einen zweiten, tödlichen. Sie starb 78-jährig in ihrem Haus in Chelsea am 22. Mai 1992. Am 28. Mai wurde sie in der St. Peter’s Pfarre in Folkington zu Grabe getragen.

## Auszeichnungen und Vermächtnis
Für das Buch English Bread and Yeast Cookery gewann David den prestigeträchtigen Glenfiddich Writer of the Year Preis. Die Universitäten Essex und Bristol verliehen ihr Ehrendoktorate und sie wurde Chevalier de l’Ordre du Mérite Agricole. Am meisten freute sie sich über die Mitgliedschaft (1982) in der Königlichen Gesellschaft für Literatur als Anerkennung ihrer schriftstellerischen Kompetenz. Sie erhielt zwei britische Verdienstorden, in 1976 OBE und 1986 CBE, d. h. Officer bzw. Commander of the Order of the British Empire.
Mindestens zweimal wurde ihr Leben zur Vorlage: 1999 in dem Roman von Roger Williams Lunch with Elizabeth David, erschienen bei Carroll & Graf, und 2006 in dem BBC Fernsehspiel Elizabeth David: A Life in Recipes mit Catherine McCormack als Elizabeth David und Greg Wise als Peter Higgins. Ihr Nachlass befindet sich in der Schlesinger Library im Radcliffe Institute for Advanced Studies an der Harvard-Universität.
Im Jahr 2012 aus Anlass des 60sten Thronjubiläums von Königin Elizabeth II wählte man David zu einer der 60 einflussreichsten britischen Bürgerinnen während der Regierungsjahre der Königin. Ihr Porträt zierte 2013 eine von zehn Briefmarken der Serie „Große Britinnen“. An ihrem Wohnhaus in der Halsey Street in Chelsea, wo sie 45 Jahre gelebt hatte, wurde 2016 die Blaue Kulturerbe-Plakette angebracht; sie war die erste Kochbuchautorin, der diese Anerkennung zuteilwurde. Der Schriftsteller Auberon Waugh schrieb, sollte er gefragt werden, welche Frau zur Verbesserung des Lebensstandards in England während des 20. Jahrhunderts den größten Beitrag geleistet habe, „hätte ich Elizabeth David gewählt“. Ihre Biografin Artemis Cooper schließt ihren Artikel im Oxford Dictionary of National Biography mit den Worten:

„David war die beste Autorin, die über Essen und Trinken in diesem Jahrhundert geschrieben hat. Als sie in den 1950er Jahren zu schreiben begann, merkten die Briten kaum, was sie auf dem Teller hatten, und das war vielleicht gut so. Ihre Bücher und Artikel überzeugten die LeserInnen, dass Essen eines der größten Vergnügen im Leben darstellt und das Kochen keine Plage sein sollte, sondern anregende und kreative Kunst. Mit ihren Werken inspirierte sie ganze Generationen nicht nur zum Kochen, sondern motivierte sie auch dazu, über Speisen auf vollkommen neue Art nachzudenken.“

## Werke
- 1950: A Book of Mediterranean Food, illustriert von John Minton. London: John Lehmann
- 1951: French Country Cooking, illustriert von John Minton. London: John Lehmann
- 1954: Italian Food, illustriert von Renato Guttuso. London: Macdonald
- 1955: Summer Cooking, illustriert von Adrian Daintrey. London: Museum Press
- 1960: French Provincial Cooking, illustriert von Juliet Renny. London: Michael Joseph
  - 2017: Die französische Küche, aus dem Englischen von Margot Fischer, mit einem Vorwort von Jill Norman. Wien: Mandelbaum ISBN 978-3-85476-542-4
- 1970: Spices, Salt and Aromatics in the English Kitchen. Harmondsworth: Penguin ISBN 0-14-046163-9
- 1977: English Bread and Yeast Cookery, illustriert von Wendy Jones. Harmondsworth: Penguin ISBN 0-14-046299-6
- 1984: An Omelette and a Glass of Wine. Jill Norman (Hg.) London: Robert Hale ISBN 0-7090-2047-3 (eine Auswahl zuvor publizierter Artikel)

## Posthum erschienene Werke
- 1994: Harvest of the Cold Months: the social history of ice and ices. London: Michael Joseph ISBN 0-7181-3703-5
- 1997: South Wind Through the Kitchen: the best of Elizabeth David. Jill Norman (Hg.) London: Michael Joseph ISBN 0-7181-4168-7
- 2000: Is There a Nutmeg in the House? Jill Norman (Hg.) London: Michael Joseph ISBN 0-7181-3703-5
- 2003: Elizabeth David's Christmas. Jill Norman (Hg.) London: Michael Joseph ISBN 0-7181-4670-0
- 2010: At Elizabeth David's Table: her very best everyday recipes. Jill Norman (Hg.) Mit einem Vorwort jeweils von Jamie Oliver, Johnny Grey, Rose Gray, Sally Clarke, Simon Hopkinson, Hugh Fearnley-Whittingstall. London: Michael Joseph ISBN 978-0-7181-5475-2